# عوز الفسفور في النبات

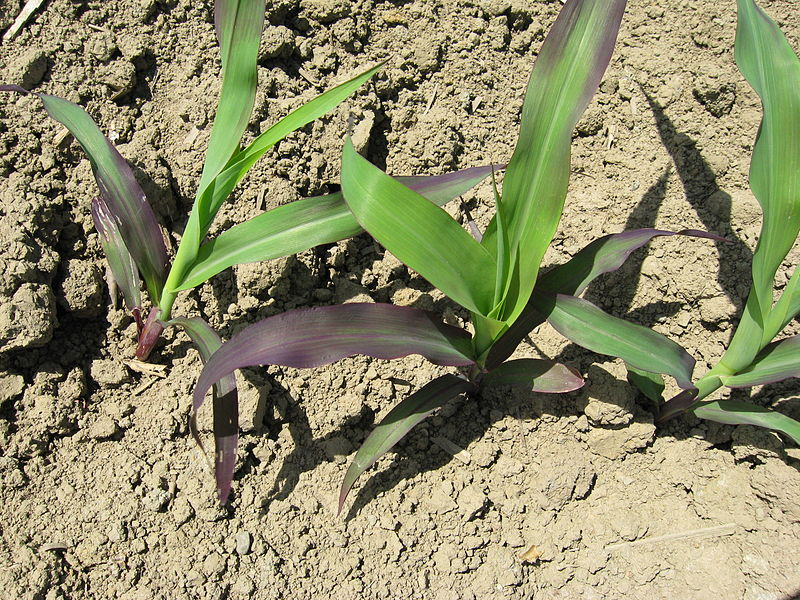
نباتات ذرة تظهر أعراض نقص الفسفور

نقص الفوسفور (بالإنجليزية: Phosphorus deficiency)‏ هو اضطراب يصيب النبات إذا انخفضت نسبة الفسفور عن حد معين في أنسجة النبات. تظهر أعراض نقص الفسفور على الأوراق الكبيرة ثم تظهر على الأوراق الغضة في حالة استمرار وتفاقم النقص. تكون أعراض النقص على الذرة على شكل تغير لون قمة الورقة إلى البنفسجي.
وهو مرض يجب معالجته باسرع وقت ممكن في النباتات البيتيه